# Messias dos Reis Silveira
Messias dos Reis Silveira (* 25. Dezember 1958 in Passos, Minas Gerais) ist ein brasilianischer Geistlicher und römisch-katholischer Bischof von Teófilo Otoni.

Wappen von Messias dos Reis Silveira

## Leben
Der Bischof von Guaxupé, José Geraldo Oliveira do Valle CSS, weihte ihn am 11. August 1992 zum Priester.
Papst Benedikt XVI. ernannte ihn am 3. Januar 2007 zum Bischof von Uruaçu. Der Bischof von Guaxupé, José Geraldo Oliveira do Valle CSS, spendete ihm am 11. März desselben Jahres die Bischofsweihe; Mitkonsekratoren waren José da Silva Chaves, Altbischof von Uruaçu, und João Braz de Aviz, Erzbischof von Brasília. Als Wahlspruch wählte er Manete in me. Am 25. März 2007 fand die Amtseinführung im Bistum Uruaçu statt.
Papst Franziskus ernannte ihn am 14. November 2018 zum Bischof von Teófilo Otoni.